# 作為公平的正義
作为公平的正义，政治而非形而上学是美国哲学家约翰·罗尔斯的一篇文章，发表于1985年。在这篇文章中，他描述了他对正义的概念。它包括两个主要的原则：自由原则和平等原则。

罗尔斯以"词汇优先"的方式安排这些原则，按照自由原则、公平机会平等和差异原则的顺序排列。如果这些原则在实践中发生冲突，这种顺序决定了它们的优先次序。然而，这些原则旨在作为一个单一的、全面的正义概念--"正义即公平"，而不是单独发挥作用。这些原则的应用始终是为了确保"最不利的人"能够受益，而不是受到伤害或被遗忘。

罗尔斯最初在1971年出版的《正义论》一书中提出了这一理论，随后在他后来出版的《政治自由主义》一书中扩展了其中的几个主题。

## 第一项原则：自由原则
第一个也是最重要的原则指出，每个人都有获得基本自由的平等权利，罗尔斯声称 "某些权利和自由比其他的更重要或更'基本'"。  例如塞缪尔·弗里曼认为，罗尔斯认为 "个人财产"--个人物品、家庭--构成了基本自由，但拥有无限私人财产的绝对权利却不是。 作为基本自由，这些权利是不可剥夺的，任何政府都不能修改、侵犯或取消个人的这种权利。 托马斯·莫尔藤斯说，罗尔斯认为，当一个社会的原则由处于 "公平 "条件下的有代表性的公民选择时，就是公正的。
在正义论中，罗尔斯阐述了自由原则，认为最广泛的基本自由与其他人的类似自由是相容的。不过他后来在政治自由主义中对此进行了修正，指出"每个人都对完全充分的平等基本权利和自由计划有平等的要求"。

## 第二项原则：平等原则
平等原则是建立分配正义的正义即公平的组成部分。罗尔斯赋予公平机会平等原则以词汇上的优先权，而不是差异原则：一个社会不能在不允许获得某些办公室或职位的情况下，安排不平等以最大限度地提高最弱势者的份额。

### 机会的公平平等
这一原则认为，"办公室和职位"应向任何个人开放，无论其社会背景、种族或性别。它比 "形式上的机会平等 "更有力，因为罗尔斯认为，一个人不仅应该有 "权利 "获得机会，而且应该有 "有效 "的平等机会，与另一个具有类似自然能力的人一样。。

### 差异原则
差异原则规范了不平等：它只允许对最贫困者有利的不平等。这常常被误解为涓滴经济学；罗尔斯的论点更准确地表达为一个财富 "向上扩散 "的系统。通过保证社会中最差的人获得公平待遇，罗尔斯补偿了自然发生的不平等（譬如一个人天生的才能，如运动能力）。
罗尔斯为"差异原则"辩护的依据是，由于"机会公平"具有词汇上的优先性，因此在可能发生的帕累托最优方案中，公正的选择将是使最差的人受益，而不是最好的人。

## 引用
- Avineri, S. and de-Shalit, A. (ed.) (1992) Communitarianism and Individualism (Oxford University Press)
- Freeman, S. (2007) Rawls (Routledge, Abingdon)
- Freeman, S. (2009) "Original Position" (The Stanford Encyclopedia of Philosophy, http://plato.stanford.edu/archives/spr2009/entries/original-position （页面存档备份，存于）)
- Rawls, J. (1993/1996/2005) Political Liberalism (Columbia University Press, New York)
- Rawls, J. (1971/1999) A Theory of Justice (Harvard University Press, Cambridge MA)
- Wenar, Leif (2008) "John Rawls" (The Stanford Encyclopedia of Philosophy, http://plato.stanford.edu/archives/fall2008/entries/rawls/ （页面存档备份，存于）)